# まりやまい
まりや まい（1983年9月18日 - ）は、日本の元AV女優。
神奈川県出身。血液型:O型。身長:164cm。スリーサイズ:B82(B)・W60・H86。

## 略歴
2002年にデビューしたロリ系のAV女優。
現在は引退している。

## 出演作品

### アダルトビデオ
2002年
- Debut PART.1 （7月23日、オーロラプロジェクト）
- Debut PART.2 （7月23日、オーロラ・プロジェクト）
- 浴衣美少女 猥らにほどいて （8月23日、アイルビークリエイト）
- 夏恋 （9月5日、アイルビークリエイト）
- 少女いたずら こんなコトするの初めてだよ （9月6日、タカラ映像）
- 愛しの電影美少女 可愛い美少女がアナタのそばにいつもいます。 （9月13日、タカラ映像）
- 新体操 （9月22日、ビッグモーカル）…共演:うさみ恭香、森山いずみ
- 女子校生れず 先輩と私 43 （10月1日、U&K）…共演:小島三奈
- 制服シンデレラ VOLUME 04 女子校生まいの放課後 （10月29日、U&K）
- 非日常的青姦浪漫 2 （11月6日、アイルビークリエイト）
- 可憐な乙女の接吻とセックス （11月8日、ドグマ）
- ロリータ狂い 4 （11月22日、ワイルドサイド）
- プライベート女体観察 7 （12月1日、ワンズファクトリー）
- 可愛い妹 （12月18日、GLAY'z）
- 嬲る。 （12月18日、ドグマ）

2003年
- 恥辱姫 8 （1月17日、ワイルドサイド）
- 桃っ娘 36 （1月17日、桃太郎映像出版）
- お願いキャプテン （1月21日、TMA）…オムニバス作品 他出演:愛原莉央、望月るあ、一色彩、矢田涼子
- 凌辱鮫 7 （1月21日、月光）
- ハメ撮り3連発!! （1月28日、アイルビークリエイト）…オムニバス作品 他出演:雨宮沙紀、南ゆり
- 僕の天使 PART.2 （2月14日、ロイヤル・アート）…オムニバス作品 他出演:宮下梨華
- 暴行白書 犯された3人の雌女 （3月13日、隼エージェンシー）…オムニバス作品 他出演:矢口せり、森下雫
- 超実録発情女子校生 #06 （3月20日、GLAY'z）…オムニバス作品 他出演:葉月美里、上原愛美
- こだわりの手コキ 20人の手コキ （4月15日、隼エージェンシー）…オムニバス作品 他共演:森野あおば、愛原莉央、小野かすみ、重田加代子、如月未来、夏目ゆい、月咲舞、黒木あみ、千野彩乃、池田こずえ、青木ゆめ、朝倉なほ（早乙女みなき）、鮎川さゆき、岩崎圭、芹沢あみ、永井亜季、舛本愛子、宮下純、相田由美
- 8人の眠り姫たち 前編 （8月3日、アイエナジー）…共演:川浜なつみ、樹若菜、双葉このみ、矢田涼子、相沢夢、矢田あき、今岡杏
- 8人の眠り姫たち 後編 （9月5日、アイエナジー）…共演:川浜なつみ、樹若菜、双葉このみ、矢田涼子、相沢夢、矢田あき、今岡杏

他